# Ruda (powiat krotoszyński)
Ruda – wieś w Polsce położona w województwie wielkopolskim, w powiecie krotoszyńskim, w gminie Zduny.
W okresie Wielkiego Księstwa Poznańskiego (1815-1848) miejscowość należała do wsi większych w ówczesnym pruskim powiecie Krotoszyn w rejencji poznańskiej. Ruda należała do okręgu kobylińskiego tego powiatu i stanowiła część majątku Baszkowo, którego właścicielem był wówczas Aleksander Mielżyński. Według spisu urzędowego z 1837 roku wieś liczyła 191 mieszkańców, którzy zamieszkiwali 30 dymów (domostw).
W latach 1975–1998 miejscowość należała administracyjnie do województwa kaliskiego.